# Bengt Novén
Bengt Novén, född 10 april 1958, är en svensk professor i franska vid Stockholms universitet.
Bengt Novén avlade magisterexamen vid Uppsala universitet 1988 och licentiatexamen (Lettres et Arts) vid Université de Provence 1990. Han disputerade i romanska språk vid Uppsala universitet 1996. Novén har varit universitetslektor i franska vid Uppsala universitet och Mälardalens högskola och därefter professor vid Åbo akademi i Finland och sedan 2006 professor vid Stockholms universitet.
Vid Stockholms universitet har han varit prefekt vid Institutionen för språkdidaktik (2009–2011) och dekanus vid Humanistiska fakulteten (2012–2017).
Han var 2018–2020 föreståndare för Accelerator, en konsthall vid Stockholms universitet och mötesplats för samtidskonst och vetenskap.